# Magog (syn Jafeta)

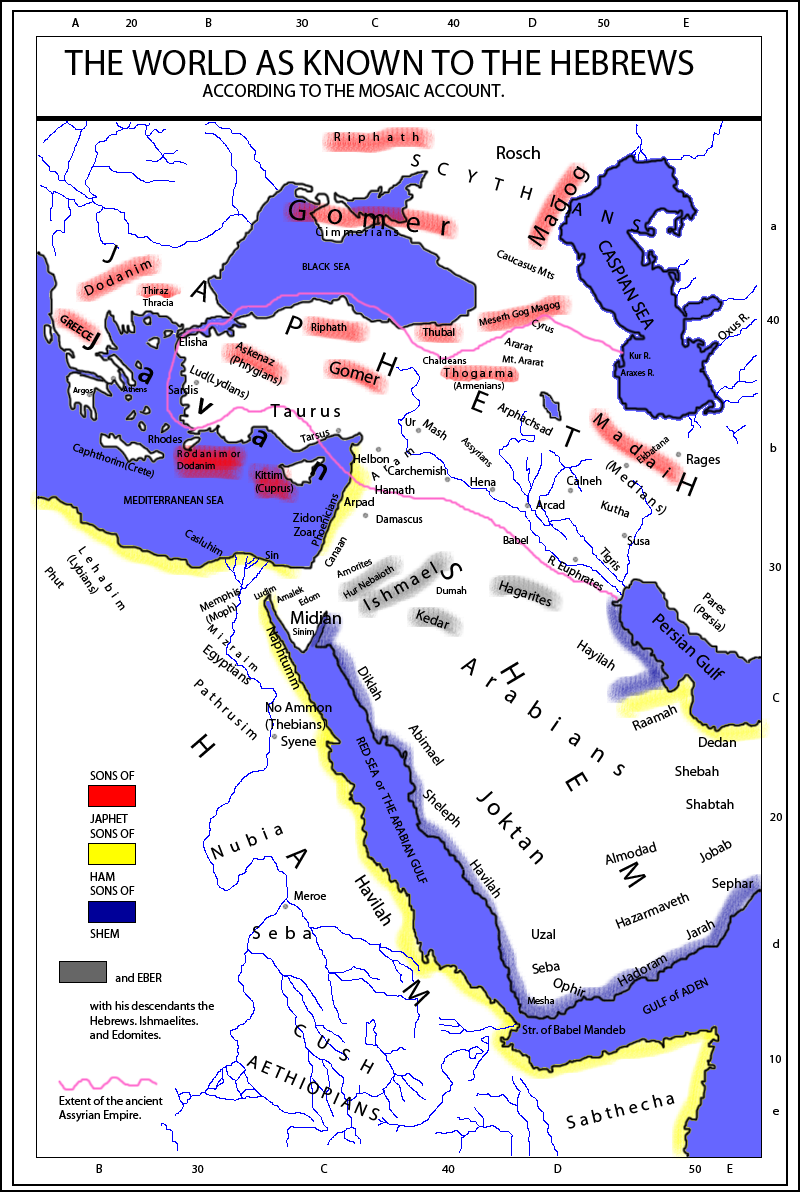
Jedna z hipotetycznych lokalizacji potomków Magoga w rejonie Kaukazu Północnego

Magog – postać biblijna, syn Jafeta.
Zgodnie z zasadami interpretacji Tablicy narodów z Księgi Rodzaju 10 może oznaczać zarówno osobę, kraj, miasto czy lud.
Kraina Magog jest wymieniona w Księdze Ezechiela 38,2 i 39,6; znajduje się na północ od Izraela, być może w Azji Mniejszej lub być może na północ od Morza Czarnego, w okolicach potomków Gomera, brata Magoga.
Gog i Magog, prowadzeni przez Szatana, zostają pokonani przez Boga w Księdze Apokalipsy.